# ドルフィン・エクスプレス
『ドルフィン・エクスプレス』は、竹下文子作・鈴木まもる絵の、ファンタジー小説シリーズ。岩崎書店から5冊発行されている。その後、2022年に偕成社から「『三日月島のテール』シリーズ」としてソフトカバーの新装版が発売されている。

## 概要
擬人化された猫が生活している島々を舞台に、海の特急貨物便で働くテールが繰り広げていく物語。
兄弟作品で、｢黒ねこサンゴロウ」シリーズも発行されている。サンゴロウはドルフィンエクスプレスの1巻・3巻・5巻にも登場する。

## 登場人物

### ドルフィン・エクスプレスの社員
テール
枯草色の毛色にブルーグレイの目の猫。配達員。ヨットレースで2回の優勝記録を持つ。親がおらず、ノアにあるルチア園という孤児院で育った。
だが、そこでの暮らしがいやになり脱走の新記録を達成し、追い出された。船に何度も乗せてもらい、ついにサラについた。
ヒナコ
テールの上司で配船部長。社長夫人。
ヨク
テールの同僚。要領が悪く、成績もやっとの標準。後輩からも少しバカにされている。
田舎（北部のカガリ村）出身。子供時代、両親が出稼ぎに行っているサラからの荷物が宝物だったので配達員に憧れた。
ゴン
最年長の配達員。
マーレ
日なたでは銀色に見える毛色にくすんだゴールドの目の猫。数カ月前に入社した倉庫係。
明るく礼儀正しい。テールより年上だが、誰にでも丁寧な言葉遣いをする。

### その他
ジョナ
テールの幼なじみ。現在ではノアで幼稚園の先生をしている。ルチア園にいたころは、テールのおてんばな妹のような存在だった。背が小さい。
サンゴロウ
金の混ざった青い目の黒猫。うみねこ島に住んでいる船乗り。なぜか記憶喪失になってしまい、記憶を探す目的で旅をするために、うみねこ船のマリン号を乗りこなす。最高の船乗りかつ、元最強のヨットレーサーであり、テールの憧れ・ライバル。
リオナ
黒い石の送り先の住人。経済的余裕がないことを想像させるみずぼらしい見た目。
ミヤケ・ハナ
アサギ岬で一人暮らしをしている高齢女性。もう大人のはずの息子「ミヤケ・ロミオ」を最近では子供だと勘違いするようになった。
ルキ
スリの少女。文字が読めない。
黒丸商会の社長
小柄だががっちりとした体つきの男性。本名はミヤケ・ロミオ。
チャット
ひょろりとした白猫。ドルフィンの倉庫係のアルバイトだったがすぐに会社をやめた。テールは、カモメに雇われたレーサーだと推測している。
カザミ・リン
ミントグリーンの目の月ねこ族。調香師。「かおり工房」でアロマオイルやエッセンシャルオイルを取り扱っている。
ミナミ
三日月造船の社長の子。礼儀正しくて口数が少ない。船の操縦の理解が速い。
実は使用人の子・ナミ。

## 用語
海王石
ヒスイ島で産出される卵型の石。宝石ほどの価値はないが売れる。
ネロ・ラプトス
名前はやまねこ族の古い言葉で「深い海にすむ竜」という意味。体色は黒い波の色に銀色のうろこ、目はトパーズ色。頭から背中にかけてと尾に魚のようなひれを持つ。
その卵は嵐の後に浜辺に打ち上げられることがあるが、拾った人の体温と鼓動を感じて孵化するので、むやみに拾ってはいけないとされる。
アステリスタ
青い星形の花。
ジュエルの祭り
三日月島の伝統行事。冬至の後の最初の満月に行われる。祭りが終わるのは深夜12時。
静かで厳かな儀式が主。シンボルは三日月の船に乗る女神で、それを模した飾りが半月前から町中で飾られている。
月ねこ族にとって、家族や親しい者同士で過ごす祝日。帰省や友人・親類のところに向かう乗客で連絡船が混雑する。
家庭ではごちそうが作られ、誰もが贈り物をしあう。この時期には「ジュエルまでに必着」指定の荷物が非常に多いので、ドルフィンは24時間体制で配達しなければいけない。

### 企業・団体
ドルフィン・エクスプレス
運送業者。サラの港に近いビルの1階に事務所をかまえる。ロゴマークは金色のイルカ。配達員の競争率が高い。
もとは汚い倉庫のような建物で「イルカ運輸」という社名。新社長が小口の特急貨物便「エクスプレス便」を始めてから業績をのばしたらしい。
黒丸商会
さかずき島にある商事会社。ドルフィンの配達員によると、社員が全員ナイフを隠し持っている、密輸品の宝石を保管しているなど物騒なうわさがある。
カモメ・ネットワーク
ドルフィン・エクスプレスのライバル会社。派手な宣伝と割引サービスでドルフィンの得意先を奪っている。
もとは「カモメ海運」という社名。こちらも最近になってから小型のスピードボートでの宅配便サービスを始めた。
トッポ・トイズ
三日月島一とされるおもちゃ屋。

### 地名
三日月島
主な舞台となる島。
サラ
三日月島の都市。大型客船や貨物船がひっきりなしに出入りするような港がある。
ノア
三日月島の西側にある小さな田舎町。
セイム
サラより西にある地区。小さな港がある。
アサギ岬
三日月島の地名。大昔に高波の被害があったからか住人は高台で暮らしている。
ヒスイ島
三日月島の南西に位置する小島。小さな漁港がある。
うみねこ島
三日月島からは高速客船で丸一日かかる距離にある。
太陽電池を組み込んだ独特な設計の船が伝統的に使用されている。

### 船舶
エクスプレス船
ドルフィン・エクスプレスで配達に使用されている、小型のスピードボート。会社の持ち物。テールが使用しているのは4号船、ヨクは9号、ゴンは2号。
サンゴロウのうみねこ船
動力付きの帆船。帆は白色。精密な自動コンパスや太陽エネルギーの補助エンジン（電気推進船かどうかは不明）、太陽電池を積んでいる。
ホワイト・テール号
1人乗りの小型レーシングヨット。テールが過去に使用していた。スピード重視の設計のためか、安定性はよくない。
チャットのエクスプレス船
カモメネットで配達に使用されているスピードボートをレース用に改造したもの。テールによると、エンジンはそのままだが、クッションやフェンダー材を軽いものに取り換えていると推測している。乗り心地と安全性を犠牲にしている。

## 既刊一覧
ハードカバー〈岩崎書店〉
- 『ドルフィン・エクスプレス』2002年5月30日発行、ISBN 978-4-265-06051-1
- 『ドルフィン・エクスプレス 三日月ジョリー』2003年4月15日発行、ISBN 978-4-265-06053-5
- 『ドルフィン・エクスプレス 流れ星レース』2004年7月15日発行、ISBN 978-4-265-06054-2
- 『ドルフィン・エクスプレス 波のパラダイス』2006年2月20日発行、ISBN 978-4-265-06060-3
- 『ドルフィン・エクスプレス 光のカケラ』2007年10月25日発行、ISBN 978-4-265-06066-5

ソフトカバー〈偕成社〉
- 『三日月島のテール1 ドルフィン・エクスプレス』2022年6月発行、ISBN 978-4-03-639710-5
- 『三日月島のテール2 三日月ジョリー』2022年6月発行、ISBN 978-4-03-639720-4
- 『三日月島のテール3 流れ星レース』2022年6月発行、ISBN 978-4-03-639730-3
- 『三日月島のテール4 波のパラダイス』2022年7月発行、ISBN 978-4-03-639740-2
- 『三日月島のテール5 光のカケラ』2022年7月発行、ISBN 978-4-03-639750-1